# پارسونز
پارسونز (انگلیسی: Parsons) شرکت مهندسی آمریکایی است، که در سال ۱۹۴۴ تأسیس شد. دفتر مرکزی این شرکت در سنترویل، ویرجینیا واقع شده‌است.